# Rebellion Racing
Pour les articles homonymes, voir Rebellion (homonymie).
Rebellion Racing (anciennement Speedy Racing Team Sebah) est une écurie suisse de course automobile.

## Historique
En 2007, Speedy Garage s'engage en Le Mans Series. Étant importateur de la marque Spyker, l'équipe choisit naturellement une Spyker C8 Spyder pour figurer en catégorie LMGT2. Au terme de la saison, l'équipe suisse finit à la cinquième place de la catégorie LMGT2.
Pour 2008, Speedy Racing engage la nouvelle Spyker C8 Laviolette GT2-R pour les Le Mans Series. L'équipe reçoit une invitation pour les 24 Heures du Mans et s'associe avec Sebah Racing (Speedy Racing Team Sebah) pour engager le premier prototype LMP2 à carrosserie fermée en Le Mans Series et aux 24 Heures du Mans. L'équipe sera très performante lors de cette saison des Le Mans Series.

### 2009-2010: L'écurie débute en catégorie LMP1
En 2009, Speedy Racing Team Sebah engage un prototype LMP2 Lola B08/80 mais aussi un prototype LMP1 Lola B08/60 motorisé par un V12 Aston Martin (ex Charouz 2008). La première victoire de l'équipe est remportée lors des 1 000 km de Silverstone en catégorie LMP2. C'est à partir de l'édition 2009 que le n°13 est porté par l'écurie lors des 24 Heures du Mans.
Pour l'année 2010 Speedy Racing Team Sebah change de nom pour devenir Rebellion Racing. L'équipe engage notamment deux prototypes LMP1 (Lola B10/60) motorisés par un moteur Judd V10, équipé de l'injection directe, rebaptisé Rebellion en Le Mans Series et aux 24 Heures du Mans.

### 2011-2014: Partenariat avec Toyota et premiers titres
En 2011, l'écurie est équipée d'un moteur V8 Toyota dérivé de celui de la Formula Nippon. Il a été préparé par Toyota Motorsport GmbH à Cologne, il se nomme RV8KLM. Le Châssis est toujours celui de la Lola B10/60. Deux prototypes sont engagés en Le Mans Series, ainsi qu'en Intercontinental Le Mans Cup.
L'écurie remporte les titres équipes et constructeurs en Le Mans Series.

### Depuis 2012: Championnat du monde d'endurance FIA
En 2012, l'écurie exploite les nouvelles Lola B12/60. Dorénavant, elle est sponsorisée par Lotus. Deux prototypes sont engagés en WEC, que l'écurie domine dans la catégorie du Trophée des équipes privées. Aux 24 Heures du Mans, toujours en LMP1, l'équipe réalise l'exploit de briser la "domination" des Audi en terminant à la quatrième place, son meilleur résultat sur cette course. L'équipe gagne ensuite la course du Petit Le Mans.

### Saison 2013
Rebellion Racing participe au Championnat du monde d'endurance FIA ainsi qu'à l'American Le Mans Series. Mais en juillet, au milieu de la saison, l'écurie décide de mettre un terme à son programme en ALMS et de se concentrer sur le championnat WEC. Seul une participation au Petit Le Mans sera maintenue dans le championnat américain.

### Saison 2014
Le 8 juin 2013, Rebellion Racing a confirmé qu'un accord avait été conclu avec Oreca afin de concevoir et de fabriquer une LMP1, la Rebellion R-One. La voiture débutera en Championnat du monde d'endurance FIA lors des 6 Heures de Spa et utilisera un moteur Toyota.

### Saison 2015
Le 3 février 2015, Rebellion Racing annonce un nouveau partenariat moteur pour le Championnat du monde d'endurance FIA 2015. La Rebellion R-One sera propulsé par un moteur bi-turbo fourni par Advanced Engine Research. Rebellion Racing utilisera un V6 AER P60 GDI double turbo, déjà utilisé sur la CLM P1/01.

Le 25 mars 2015, il est annoncé que Alexandre Imperatori et Daniel Abt avaient signé avec l'écurie pour piloter la seconde voiture avec Dominik Kraihamer.

### Saison 2017
Après un arrêt de 4 ans aux États-Unis, Rebellion Racing participe au WeatherTech United SportsCar Championship qui a débuté aux 24 Heures de Daytona en janvier. L'écurie a également décidé de participer au Championnat du monde d'endurance FIA 2017 dans la catégorie LMP2 avec deux Oreca 07. L'écurie s'engage sous le nom de Vaillante Rebellion, référence à la bande dessinée Michel Vaillant.

### Saison 2018
L'équipe s'engage à nouveau dans le Championnat du monde d'endurance FIA pour la super saison 2018-2019 dans la catégorie LMP1 qu'elle retrouve après la saison dernière passée en LMP2. Elle s'engage avec deux nouvelles Rebellion R13. Les débuts aux 6 Heures de Spa 2018 sont encourageants avec une troisième place pour la no 3 derrière les deux Toyota. Ce résultat est renouvelé pour les 24 Heures du Mans 2018 avec de plus la no 1 qui suit à la quatrième place, c'est la première fois que Rebellion termine sur le podium dans la classique mancelle. À Silverstone, elle devient la première écurie privée à remporter une course au classement général depuis la création du championnat, à la suite de la disqualification des deux Toyota TS050 Hybrid.

## Palmarès
- 24 Heures du Mans
  - 4e et première voiture essence lors des 24 Heures du Mans 2012
  - 6e et première voiture essence lors des 24 Heures du Mans 2011
  - 3e et 4e et première voiture non-hybride lors des 24 Heures du Mans 2018
  - 2e et 4e aux 24 Heures du Mans 2020 en catégorie LMP1 et au classement général. Première voiture non-hybride.
- Championnat du monde d'endurance FIA
  - Vainqueur du Trophée Endurance FIA pour la meilleure équipe privée LMP1 en 2012[8]
  - Vainqueur du Trophée Endurance FIA des équipes LMP2 en 2017
  - Vainqueur des 6 Heures de Silverstone 2018
- European Le Mans Series
  - Vainqueur par équipe des Le Mans Series 2011
  - Vainqueur de la catégorie LMP2 des 1 000 kilomètres de Silverstone 2009
- American Le Mans Series
  - Vainqueur du Petit Le Mans en 2012 et 2013

## Pilotes
- Andrea Chiesa
- Jonny Kane
- Andrea Belicchi
- Xavier Pompidou
- Steve Zacchia
- Benjamin Leuenberger
- Iradj Alexander
- Neel Jani
- Nicolas Prost
- Jean-Christophe Boullion
- Marco Andretti
- Guy Smith
- Jeroen Bleekemolen
- Nick Heidfeld
- Harold Primat
- Julien Canal
- Nelson Piquet Jr
- David Heinemeier Hansson
- André Lotterer
- Thomas Laurent
- Bruno Senna

## Galerie

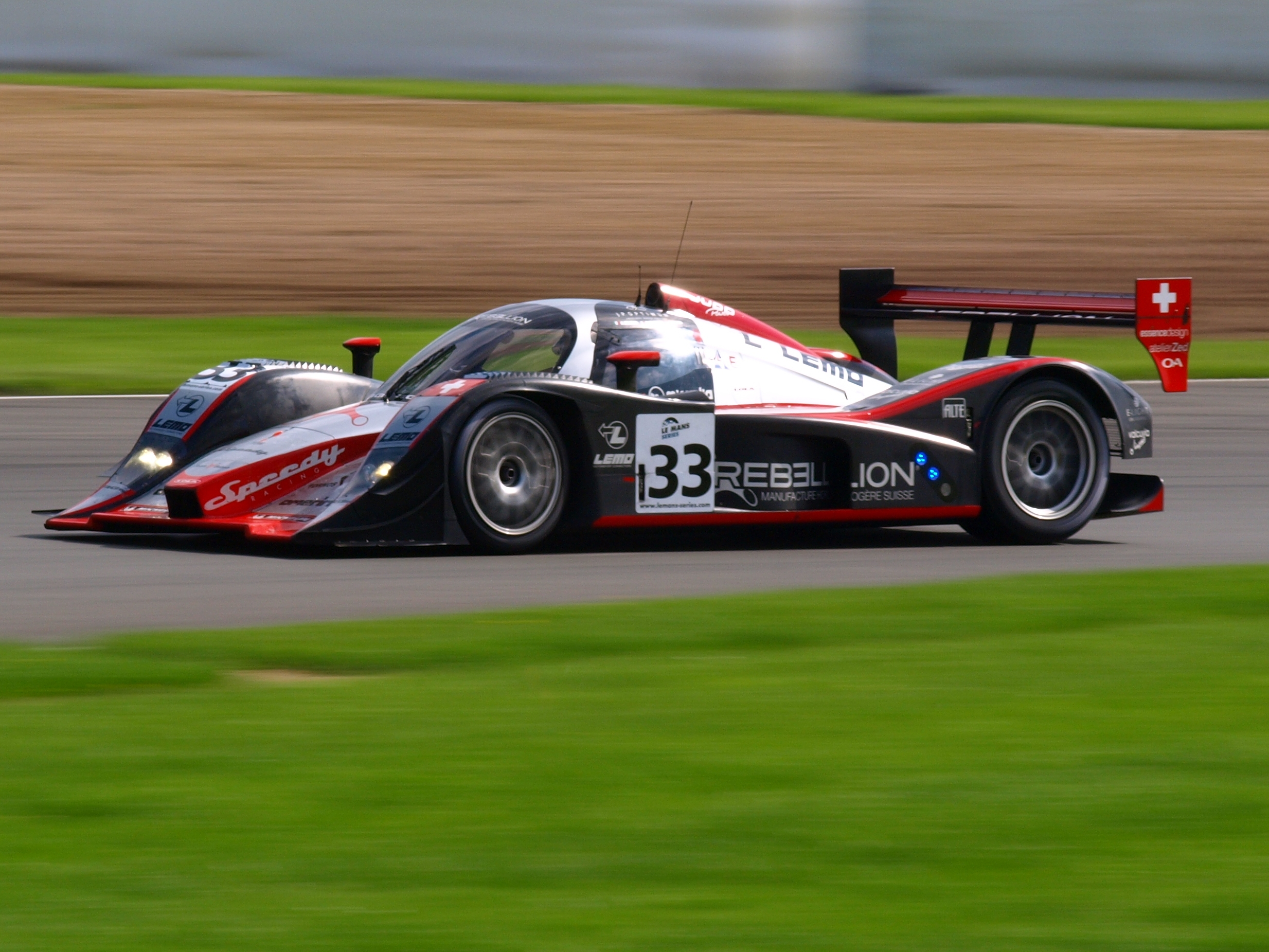
La Lola engagée en catégorie LMP2 en 2008.
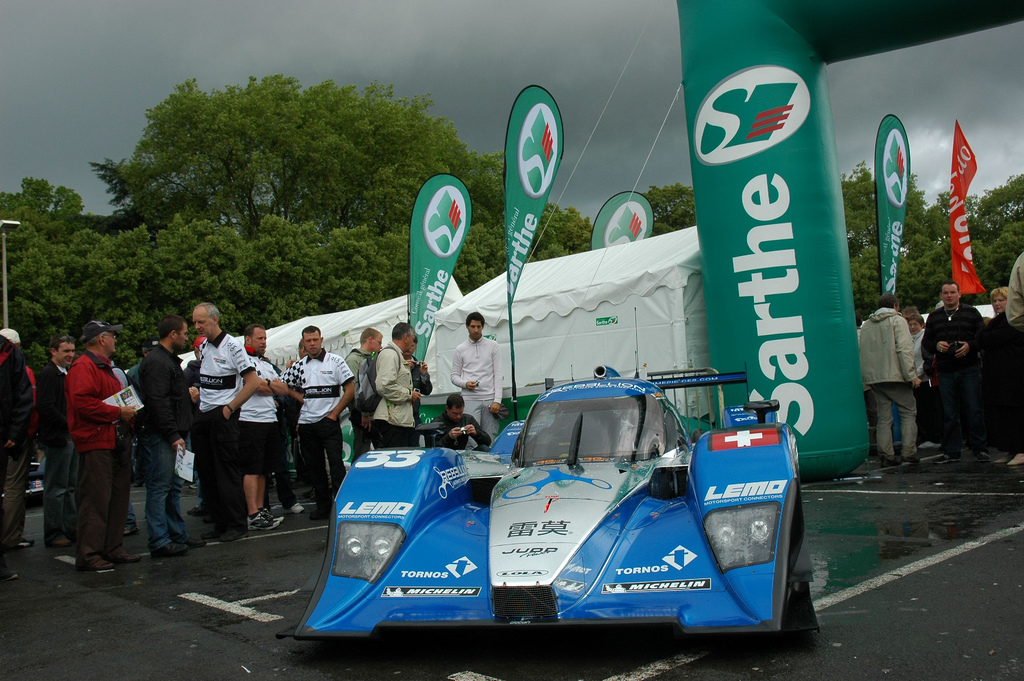
La Lola engagée en catégorie LMP2 en 2009.
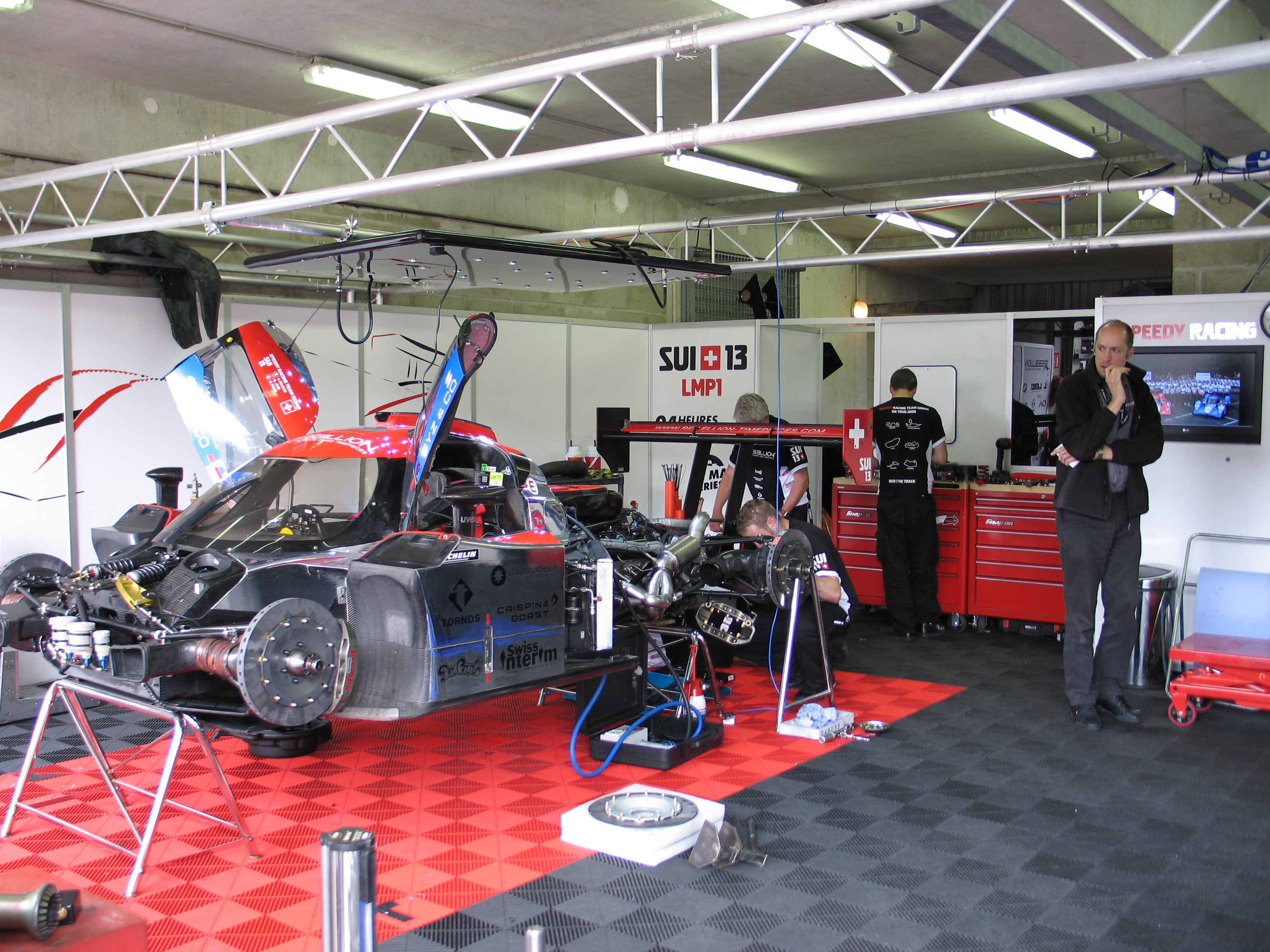
La Lola n°13 engagée en catégorie LMP1 en 2009.
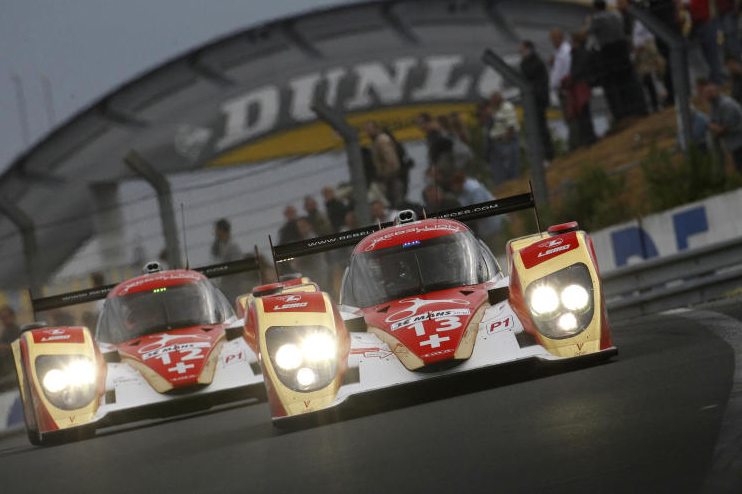
Les deux Lola-Toyota aux 24 Heures du Mans 2011.
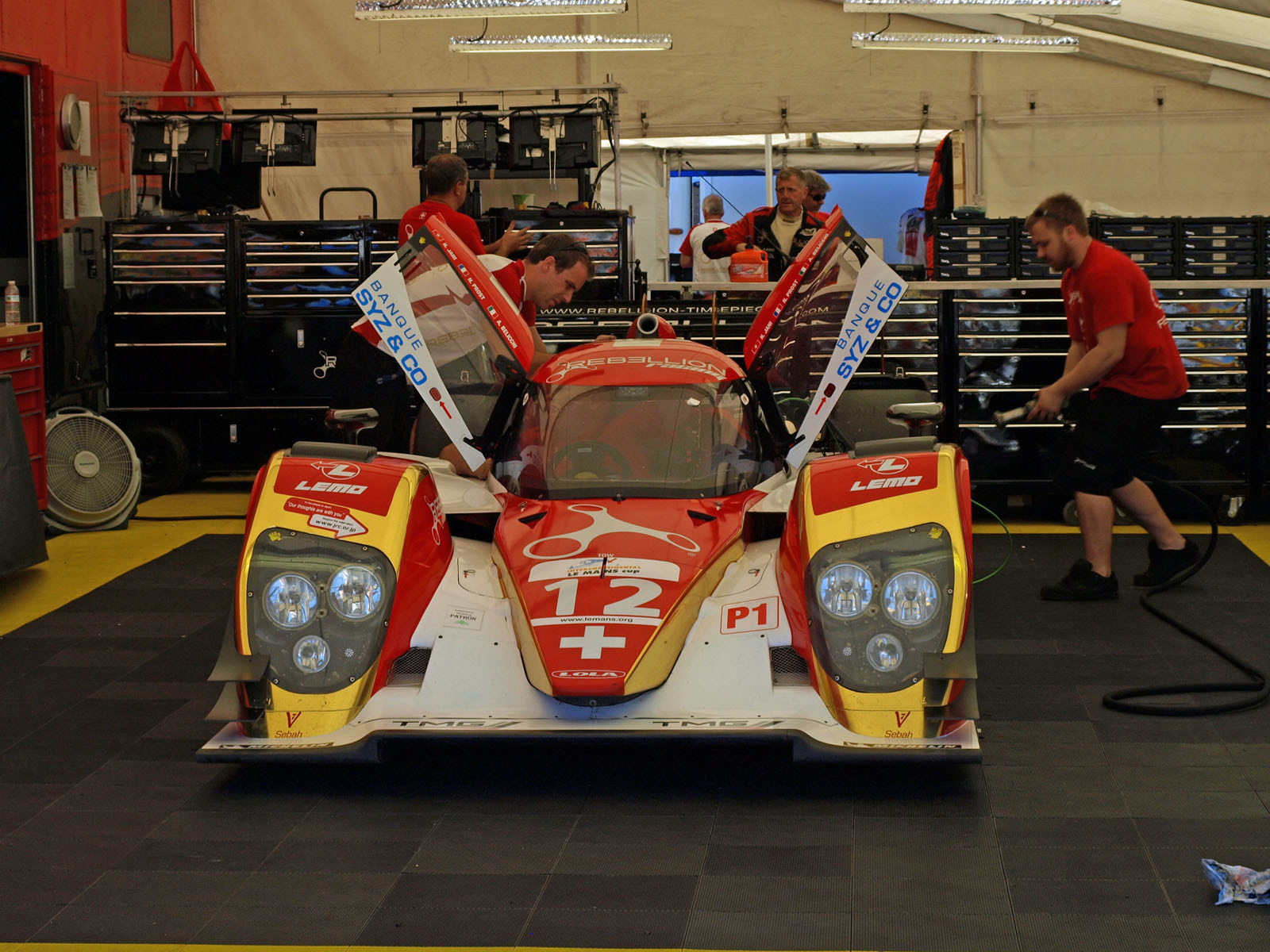
Une Lola-Toyota au Petit Le Mans 2011.
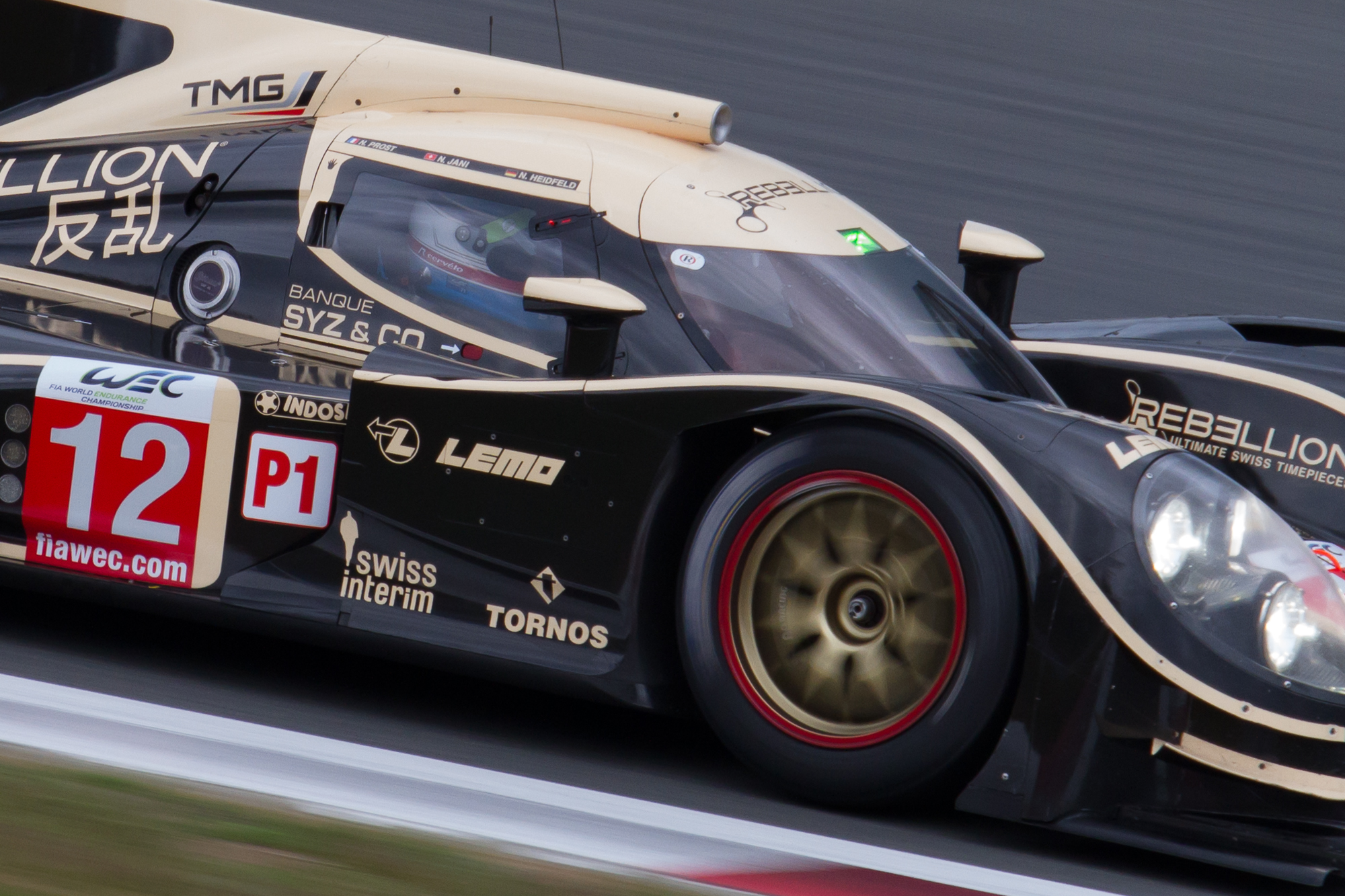
La Lola B12/60-Toyota n°12 aux 6 Heures de Fuji 2012.
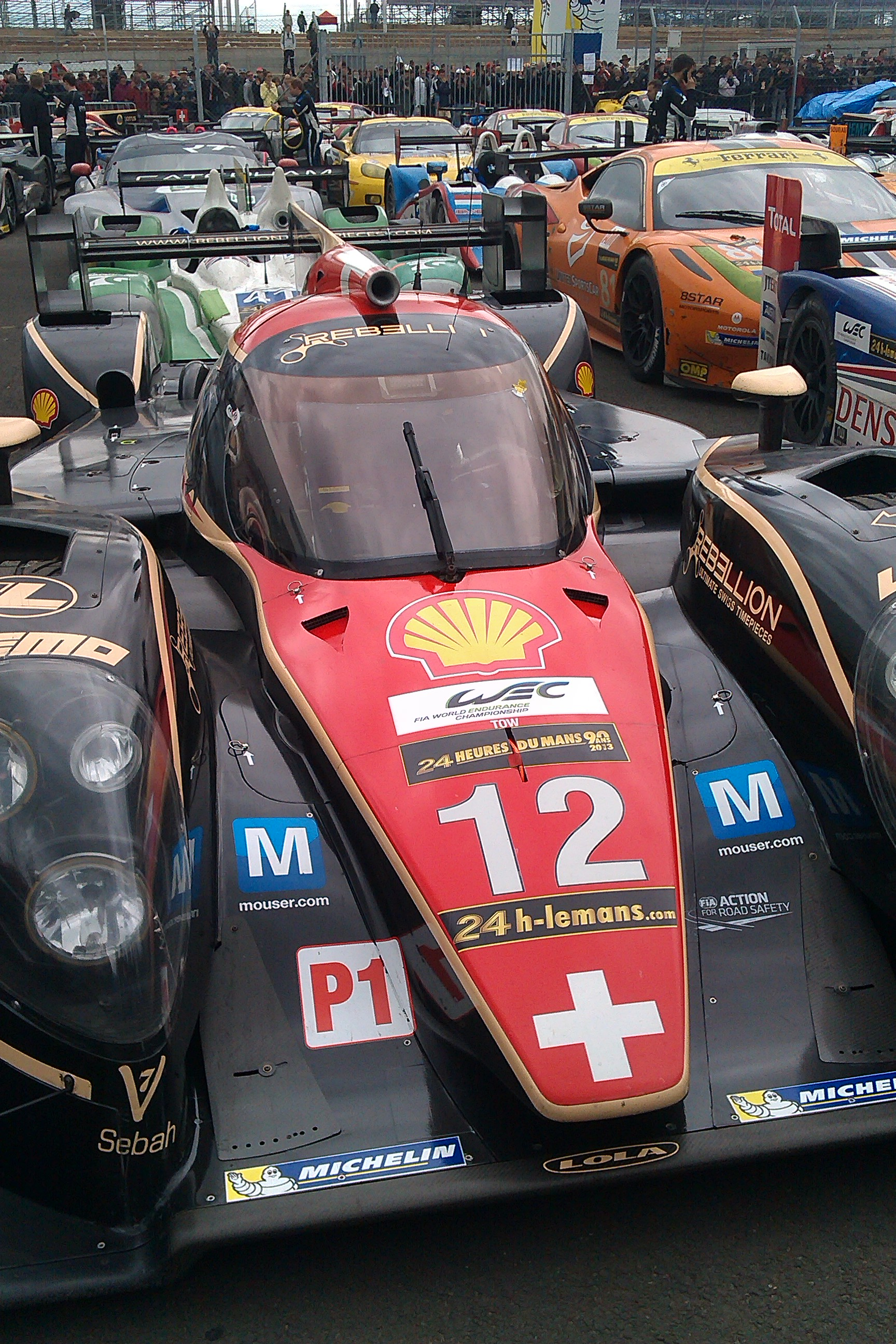
La Lola B12/60-Toyota n°12 aux 24 heures du Mans 2013.
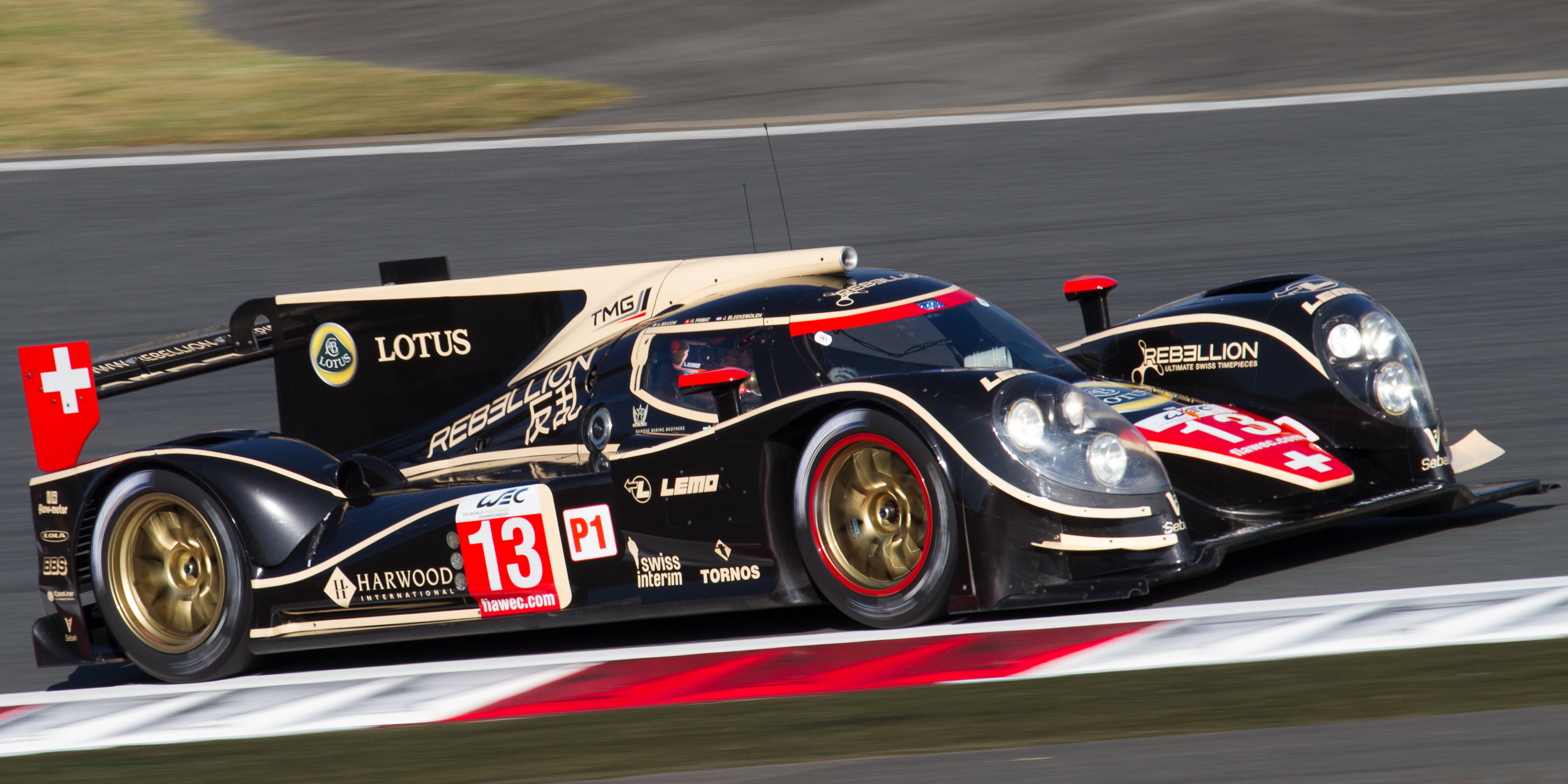
Puis la n°13.
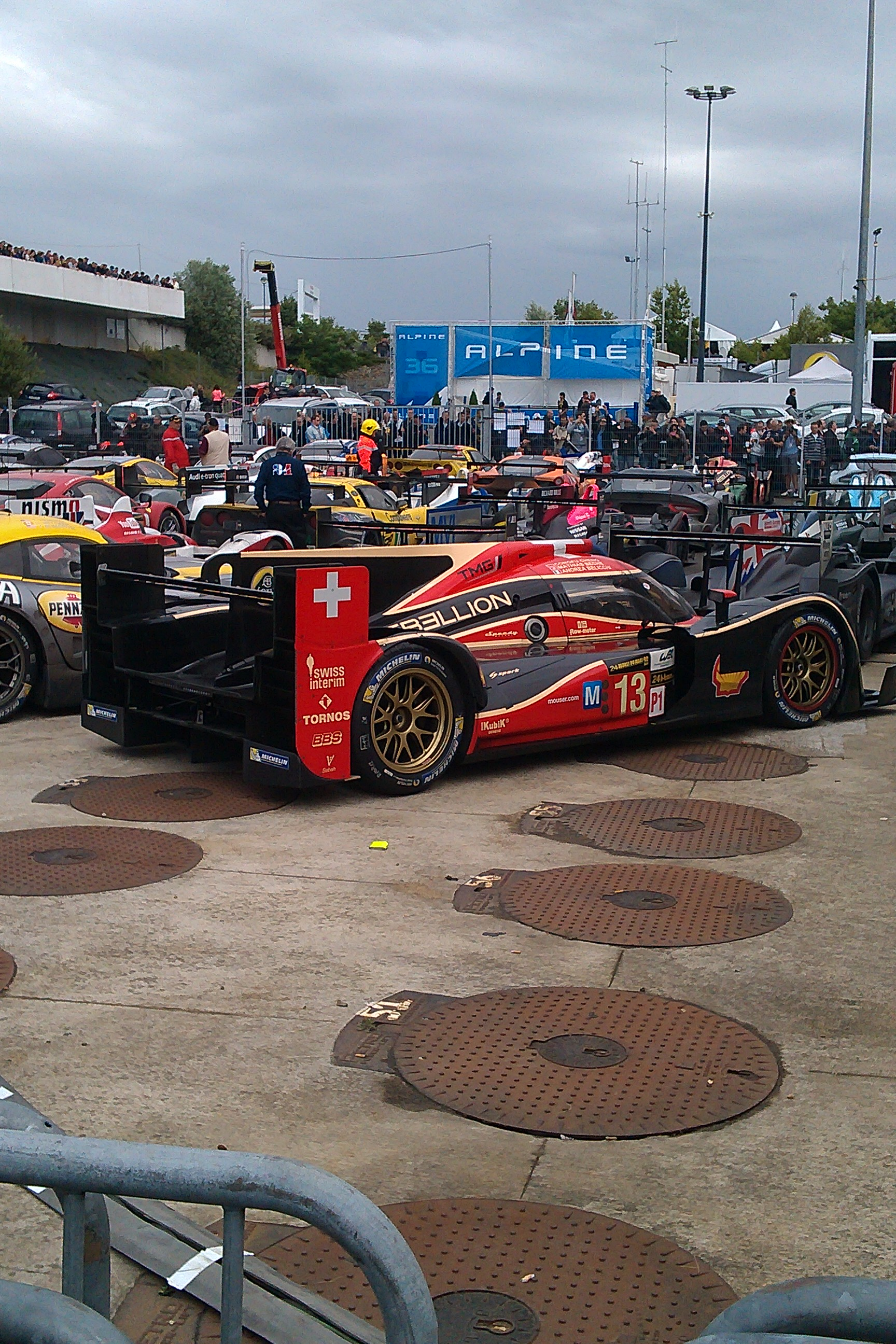
Et la n°13 sous un autre angle.

.